# 里菲爾邁德峰

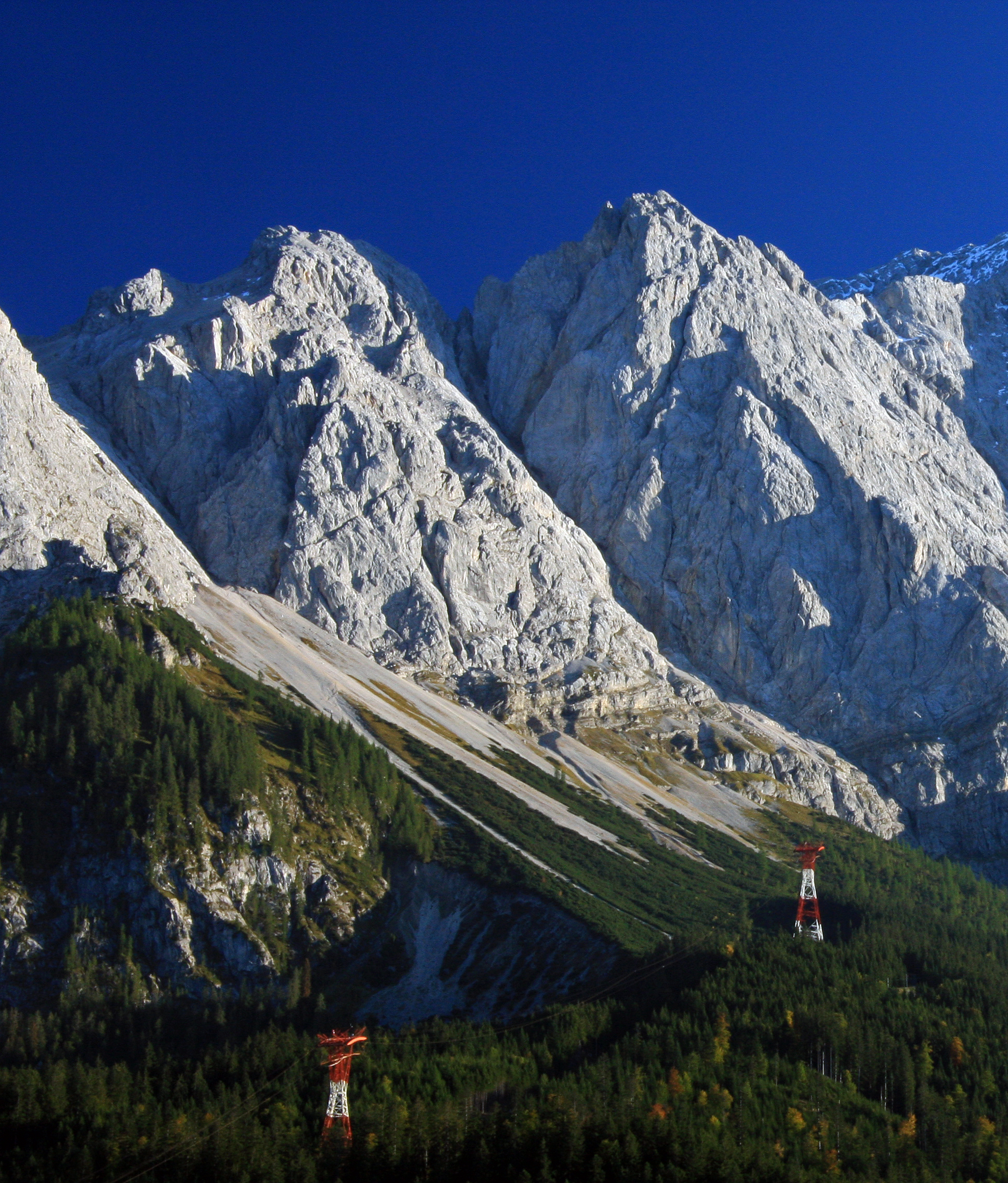

47°25′41.04″N 10°59′32.64″E / 47.4280667°N 10.9924000°E
里菲爾邁德峰（德語：Riffelwandspitzen），是德國的山峰，位於該國東南部，由巴伐利亞負責管轄，屬於韋特施泰因山脈的一部分，海拔高度2,626米，人類在1866年8月2日首次登頂。